# Deletime
En deletime er en undervisningslektion eller skoletime, hvor en klasse undervises holddelt. Eksempelvis kan halvdelen af klassen have dansk, mens resten har engelsk med en anden lærer i et andet lokale.
Deletimer kan anvendes som løsning på lokaleforhold, f.eks. flere elever i en klasse end antallet af arbejdspladser i et faglokale, men kan også skyldes store klassestørrelser; i sidstnævnte tilfælde kan også anvendes en flerlærerordning, hvor der er flere lærere i samme lokale ad gangen.
Udtrykket er kendt siden 1958 (ny skolelov). De timer, der ikke er deletimer, kaldes fællestimer.